# Gustaf Swärd

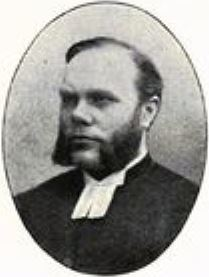
Gustaf Swärd.

Svante Gustaf Swärd, född 10 juni 1850 i Styra socken, Östergötlands län, död 24 juli 1925 i Forsa församling, Gävleborgs län, var en svensk präst. 
Swärd blev student vid Uppsala universitet 1877 och prästvigdes 1880. Han blev komminister i Djurö församling 1884, föreståndare för Malmqvistska barnuppfostringsanstalten i Stockholm 1888, pastorsadjunkt i Tyska S:ta Gertruds församling 1888, predikant vid Borgerskapets gubbhus 1891, kyrkoherde i Forsa församling 1906 och kontraktsprost i Hälsinglands norra nedre kontrakt 1912. Han var ledamot i Evangeliska Fosterlandsstiftelsens missionsstyrelse från 1911. Han utgav predikningar, en minnesteckning över Jonas Peter Malmqvist och skrev tidningsartiklar.